# Алексей Миранчук
Алексей Миранчук е руски футболист, полузащитник на Аталанта и руския национален отбор. Шампион на Русия и трикратен носител на Купата на страната с Локомотив Москва. Има брат-близнак, Антон, който играе в Локомотив. Алексей Миранчук има 25 мача и 5 гола за националния отбор на Русия.

## Клубна кариера
Започва кариерата си в юношеския отбор „Олимп“ в родния си град Славянск на Кубан заедно с брат си Антон. След това двамата са привлечени в академията на Спартак (Москва), но впоследствие са обявени за безперспективни и са освободени. Скоро братята преминава в академията на Локомотив (Москва). През сезон 2011/12 отборът става шампион на Русия за юноши, а Миранчук е избран за най-добър нападател на турнира. На 20 април 2013 г. дебютира за мъжкия тим в двубой с Кубан (Краснодар). Първия си гол вкарва на 5 май срещу Амкар (Перм). С идването на Миодраг Божович на треньорския пост младежът получава все повече шанс, а при Игор Черевченко вече е твърд титуляр за „железничарите“. През 2015 г. получава наградата „Първа петорка“ за най-добър млад футболист в руското първенство за изминалата година.
С идването на Юрий Сьомин Миранчук става жизненоважен футболист, а тандемът му с Мануел Фернандеш в средата на терена е с основен принос за спечелената шампионска титла от Локомотив през сезон 2017/18, както и за триумфа в турнира за националната купа през 2016/17. В шампионския сезон Миранчук участва във всичките 30 мача и вкарва 7 попадения. През сезон 2019/20 печели Суперкупата на Русия и вкарва 12 гола в 27 мача в първенството.
През лятото на 2020 г. преминава в италианския Аталанта.

## Национален отбор
Дебютира за руския национален отбор на 7 юни 2015 г. в контрола с Беларус, в която вкарва и победното попадение. Част е от състав на тима за турнира за Купата на конфедерациите през 2017 г. На 3 юни 2018 г. треньорът Станислав Черчесов го включва в състава на „Сборная“ за Мондиал 2018.

## Успехи

### Клубни
- Шампион на Русия – 2017/18
- Купа на Русия – 2014/15, 2016/17, 2018/19
- Суперкупа на Русия – 2019

### Индивидуални
- Най-добър млад футболист на сезона в РФПЛ – 2013/14
- Най-добър млад футболист в Русия – 2015
- Футболист на месеца в РФПЛ – октомври 2017